# Цона Артиђанале Олцер-Боденакер (Болцано)
Цона Артиђанале Олцер-Боденакер је насеље у Италији у округу Болцано, региону Трентино-Јужни Тирол.
Према процени из 2011. у насељу је живело 8 становника. Насеље се налази на надморској висини од 716 м.